# Sul filo dell'inganno
Sul filo dell'inganno (The Deceivers) è un film del 1988 diretto da Nicholas Meyer, basato sull'omonimo romanzo di John Masters del 1952.

## Trama
Il film è ambientato in India nel 1825. Il paese è devastato dai teppisti, una setta di adoratori di Kali nota anche come "Ingannatori", che commettono rapine e omicidi rituali. Il capitano William Savage, un onorevole amministratore distrettuale della Compagnia delle Indie Orientali, viene informato dai suoi sudditi a Madhia delle incursioni omicide dei Thugee e, sconvolto, apre una caccia all'uomo contro di loro. Riesce a catturare un Thugee di nome Hussein e a ottenere la sua collaborazione, ma per aver agito di propria iniziativa, il colonnello Wilson, aderendo ostinatamente al protocollo della Compagnia, respinge il suo rapporto e lo solleva dal suo incarico. Dispiaciuto ma determinato, Savage si traveste da fuorilegge nativo imprigionato, Gopal il Tessitore, per infiltrarsi nel culto Thugee. Solo sua moglie Sarah sa del suo piano. Viene accettato e, dopo un periodo di addestramento, si vede costretto a partecipare alle loro scorribande. Un giorno, però, Gopal appare alla fortezza, rivelandosi un Thuggee e, per evitare di essere smascherato, Savage lo uccide. Questo risveglia in lui un fascino oscuro ed estatico per l'omicidio. Savage scopre che alcuni funzionari della Compagnia delle Indie Orientali sono a conoscenza delle attività dei Thuggees, ma li lasciano passare attraverso i loro distretti in cambio di una parte del loro bottino illecito. Temendo per l'incolumità di Savage, Hussein fugge per informare Sarah della situazione del marito; ma gli infiltrati Thuggee nella Compagnia li sentono e catturano Hussein prima che possa ritornare alla fortezza. Il segreto di Savage viene smascherato, ma i Thuggees disposti ad accettarlo come uno di loro. Savage viene incaricato di uccidere Hussein. Prendendo in ostaggio uno dei figli dei teppisti, si fa strada fuori dalla fortezza, ma Hussein viene ucciso prima che possa scappare. Savage fugge in un canneto, dove i Thuggees lo circondano; ma prima che possano ucciderlo, i soldati della Compagnia delle Indie Orientali, allertati dal servo di Sarah, arrivano e sconfiggono i teppisti. Riabilitato e promosso colonnello, Savage riceve il compito ufficiale di sradicare il culto dei Thuggee in tutta l'India.

## Accoglienza
The Deceivers è stato un fallimento al botteghino, incassando $ 346.297 in Nordamerica a fronte di un budget stimato di 5-6 milioni di dollari. Il film ha una valutazione del 33% su Rotten Tomatoes basata su 6 recensioni.

## Produzione
Il film è tratto dal romanzo del 1952 di John Masters. Nel 1957 fu annunciato che John Bryan avrebbe prodotto l'adattamento cinematografico per la Rank Organization, mentre Masters avrebbe scritto la sceneggiatura. Tuttavia, il film non fu realizzato. Nel 1974, Stanley Donen dichiarò di aver ottenuto i diritti e di voler realizzare "il tipo di film che non ho mai fatto prima – un grande e imponente epic." Anche lui non giunse a concretizzarlo.
I diritti cinematografici passarono poi alla Merchant Ivory Productions. "Per noi è completamente diverso", affermò il produttore Ismail Merchant. "Siamo noti per le opere basate su E.M. Forster e Henry James. Deceivers appartiene allo stesso genere di I predatori dell'arca perduta. È sicuramente un cambiamento." Merchant in seguito dichiarò di averlo fatto per "mantenere in attività la production company". Nel 1984, si riportò che Michael White stava lavorando al film.
Lo sviluppo del progetto durò dieci anni. I registi originali erano Marek Kanievska e Stephen Frears. Successivamente, Merchant si rivolse allo scrittore e regista Nicholas Meyer — fresco del suo lavoro su Volunteers e Star Trek IV — tramite l'agente di Meyer, per chiedergli di dirigere Sul filo dell'inganno. A quanto pare, Meyer accettò un notevole taglio sul compenso per dirigere il film, commentando: "Hollywood sta realizzando film che non ho alcun interesse a vedere, meccanizzati, confezionati, con un sacco di numeri dopo i loro nomi. Gli studi non cercano solo hit facili; vogliono grand slam. Qualsiasi cosa inferiore a 100 milioni di dollari non li interessa." "È puramente un film d'azione e avventura – un tipo di film in cui 'la cavalleria arriva in soccorso'", aggiunse Meyer.